# Libumella
Libumella is een geslacht van uitgestorven kreeftachtigen uit de klasse van de Ostracoda (mosselkreeftjes).

## Soorten
- Libumella athabascensis Green, 1963 †
- Libumella bobrovica Zenkova, 1977 †
- Libumella bonapartensis Jones (P. J.), 1989 †
- Libumella carcajouensis McGill, 1968 †
- Libumella cardinalis Copeland, 1989 †
- Libumella circulata Rozhdestvenskaya, 1962 †
- Libumella cribrosa Robinson, 1978 †
- Libumella discoides Rozhdestvenskaya, 1959 †
- Libumella follis Reynolds, 1978 †
- Libumella fossula Tkacheva, 1984 †
- Libumella huntonensis (Roth, 1929) Stone & Berdan, 1984 †
- Libumella inaudita Rozhdestvenskaya, 1962 †
- Libumella inornata Rozhdestvenskaya, 1962 †
- Libumella kirovskiensis Shevtsov, 1964 †
- Libumella levis Zenkova, 1977 †
- Libumella limbata Zenkova, 1991 †
- Libumella marginata Copeland, 1974 †
- Libumella orbicularis (Melnikova, 1980) Melnikova, 1986 †
- Libumella ovata Zenkova, 1977 †
- Libumella parva Kotschetkova & Janbulatova, 1987 †
- Libumella perspicua Mikhailova, 1971 †
- Libumella praecox Zenkova, 1977 †
- Libumella reticulata Copeland, 1962 †
- Libumella subovata Stone & Berdan, 1984 †
- Libumella supramarginata Stone & Berdan, 1984 †
- Libumella uralica Kotschetkova, 1975 †
- Libumella vagranensis Zenkova, 1991 †
- Libumella valnevskiensis Polenova, 1974 †
- Libumella wilsonensis Copeland, 1974 †